# Gazprom něfť
Gazprom něfť (rusky Газпром нефть), v letech 1995–2006 Sibněfť (rusky Сибнефть), je ruská vertikálně integrovaná ropná společnost. Mezi její hlavní činnosti patří průzkum ropných a plynových polí, rafinace ropy a výroba a prodej ropných produktů. Jde o třetího největšího producenta ropy v Rusku a první společnost, která zahájila produkci ropy v ruském kontinentálním šelfu. Jedná se o dceřinou společnost Gazpromu, který vlastní přibližně 96 % akcií společnosti.
V roce 2023 činil čistý zisk společnosti 641 miliard rublů. V roce 2024 podnik zaměstnával 86 000 lidí. Společnost sídlí v Petrohradu.
Několik zemí, včetně Spojených států amerických a Spojeného království, a Evropská unie, uvalily na společnost sankce.

## Historie
Společnost byla založena pod názvem Sibněfť dekretem ruského prezidenta Borise Jelcina č. 874 vydaným 24. srpna 1995.
Mezi roky 1998 a 2003 probíhala diskuse o sloučení se společností Jukos, avšak neúspěšně.
Do dubna 2009 vlastnila společnost Eni 20 % akcií společnosti, podíl však později odkoupil Gazprom za 4,1 miliardy dolarů.
V roce 2014 se stala první společností, která zahájila produkci ropy v ruském kontinentálním šelfu.
V roce 2016 zahájila společnost těžbu v Jamalo-něneckém autonomním okruhu. O rok později se společnost stala třetím největším producentem ropy v Rusku.

## Soukromá armáda
V únoru 2023 podepsal ruský předseda vlády Michail Mišustin nařízení, které společnosti udělilo právo založit vlastní soukromou armádu.